# DR1
DR1はデンマーク放送協会テレビの主要チャンネル。

## 概要
DR1は1951年10月2日に放送開始、当時は週3回1時間のみの放送だった。現在はニュースやスポーツ、エンターテイメント、ドラマなどの総合チャンネルとして広くアピールしている。

## 主な番組
- Rejseholdet（サスペンスドラマ）
- Sommer（ドラマ）
- Livvagterne（ドラマ）
- デンマークズ・ゴット・タレント
- Xファクター
- THE KILLING/キリング
- THE BRIDGE/ブリッジ
- コペンハーゲン/首相の決断